# Gonzalo de los Santos
Gonzalo de los Santos da Rosa (Salto, 19 luglio 1976) è un allenatore di calcio ed ex calciatore uruguaiano, di ruolo mediano.

## Palmarès

### Giocatore

#### Competizioni nazionali
- Campionato uruguaiano: 6

Peñarol: 1993, 1994, 1995, 1996, 1997, 2009-2010
- Campionato spagnolo: 1

Valencia: 2001-2002
- Segunda División: 1

Malaga: 1998-1999